# Ann Melander
Ann Eva Margareta Melander, švedska alpska smučarka, * 18. junij 1961, Lund.
Nastopila je na Olimpijskih igrah 1980, kjer je osvojila deveto mesto v slalomu in petnajsto v veleslalomu. V edinem ločenem nastopu na svetovnih prvenstvih je leta 1978 osvojila štirinajsto mesto v slalomu. V svetovnem pokalu je tekmovala pet sezon med letoma 1978 in 1982. V skupnem seštevku svetovnega pokala je bila najvišje na 27. mestu leta 1982, ko je bila tudi dvanajsta v veleslalomskem seštevku.